# 小林功於
小林 功於（こばやし いさお、1949年 - ）は日本の洋画家、版画家。山口県生まれ。
20代前半より独学で油絵を始め公募展への出展や国内外での個展を精力的に行う。40代前半よりデジタル表現に移行しデジタル版画というジャンルで国際版画展への出展を続ける。これまでに、ハンガリー、マケドニア、ドイツ、中華人民共和国、台湾、ブルガリア、スペイン、タイ、ポーランド、シンガポール、カナダ等の版画展に出展。2013年にはブルガリアで開催された第一回カザンラク国際現代版画ミニプリント展で大賞を受賞する。翌、2014年には同コンクールに審査員として参加。2019年エンター・イントゥー・アート（ラージピクチャーズ部門：ドイツ）で1st Prizeを受賞。2021年ドイツにて作品集が出版される。（Amazonにて取り扱い）

## 経歴
- 1978年：日本国際美術展
- 1983年：行動展(会友賞受賞)[3]
- 1984年：文化庁主催第18回現代美術選抜展
- 1997年：山口県芸術文化振興奨励賞受賞
- 1998年：第4回さっぽろ国際現代版画ビエンナーレ　神奈川国際トリエンナーレ
- 2007年：オルデンブルグ国際版画トリエンナーレ（ドイツ）
- 2007年：山口県文化功労賞
- 2013年：第1回カザンラク国際現代版画ミニプリント展（実験的版画部門大賞　ブルガリア）
- 2015年：第2回グローバルプリント（ポルトガル）
- 2017年：第1回チェシン国際版画トリエンナーレ（スペシャルゲスト賞　ポーランド）
- 2018年：第9回デューロ国際版画ビエンナーレ（ポルトガル）
- 2019年：エンター・イントゥー・アート（ラージピクチャーズ部門1st Prizeを受賞：ドイツ）
- 2020年：第10回デューロ国際版画ビエンナーレ（ポルトガル）
- 2021年：ドイツにて作品集が出版される(Isao Kobayashi Mysterious Worlds : Amazonにて取扱)